# ویلانووا (سانتاندر)
ویلانووا (انگلیسی: Villanueva, Santander)  یک منطقه مسکونی در کشور کلمبیا است.